# João Alves
João Artur Rosa Alves (ur. 18 sierpnia 1980 w Chaves) – portugalski piłkarz, od lata 2014 roku grający w klubie SC Freamunde. Występuje na pozycji pomocnika. W reprezentacji Portugalii zadebiutował w 2005 roku. Do tej pory rozegrał w niej trzy mecze (stan na 21 marca 2013r.).